# Various Positions
Various Positions es el séptimo disco de Leonard Cohen, lanzado en 1984. Es un disco que sale tras un largo silencio por parte del autor, y marca su evolución hacia un sonido más moderno, a través de los sintetizadores.
En aquella época, el sello discográfico de Cohen no confiaba demasiado en él. De hecho, el presidente de Columbia, Walter Yetnikoff, le dijo a Cohen que sabía que tenía mucho talento, pero no sabía para qué. De modo que Cohen cambió de casa discográfica, y Various positions apareció en la independiente Passport Records. Sin embargo, cuando se lanzó la discografía de Cohen en CD, el disco fue incluido en el catálogo de Columbia. 
En cuanto al contenido, cabe destacar "Dance me to the end of love", basada en una antigua canción que los judíos cantaban en los hornos crematorios nazis, y que es la primera canción de Cohen de la que se hizo videoclip. "Hallelujah" es uno de sus temas más conocidos, especialmente por la versión de Jeff Buckley.
El título del disco podría considerarse como una referencia a las posturas sexuales, aunque el autor dice que realmente, cuando habla de posiciones hace referencia a opiniones.
La autoría de todos los temas es de Leonard Cohen.

## Listado de temas
1. "Dance Me to the End of Love" – 4:38
2. "Coming Back to You" – 3:32
3. "The Law" – 4:27
4. "Night Comes On" – 4:40
5. "Hallelujah" – 4:36
6. "The Captain" – 4:06
7. "Hunter's Lullaby" – 2:24
8. "Heart With No Companion" – 3:04
9. "If It Be Your Will" – 3:43